# 110 metros com barreiras
110 metros com barreiras é uma prova olímpica de atletismo disputada apenas por homens. Seu equivalente feminino são os 100 metros com barreiras. Disputada como competição individual, também integra o decatlo como uma de suas modalidades.
A prova é disputada numa reta onde raias de corrida estão demarcadas. A largada é feita a partir de blocos de partida no chão da pista, como as demais provas de velocidade do programa olímpico. Nos seus 110 metros de extensão são dispostas 10 barreiras; a primeira surge 13,72 m depois da linha de partida, as seguintes têm 9,14 metros de intervalo entre si e depois da última barreira há um percurso livre de 14,02 m até à linha da meta. As barreiras têm 1,067 m de altura cada e são colocadas de modo a que caiam para a frente, caso sejam tocadas pelo corredor. O toque ou mesmo a derrubada de barreiras não é motivo de desqualificação já que, geralmente, afeta de forma negativa o tempo obtido pelo competidor. O atleta pode ser desclassificado caso invada a raia de outro atleta ou tenha um tempo de reação ao sinal de largada inferior a 0.1s, considerado uma largada falsa.
O atual campeão olímpico é o norte-americano Grant Holloway e o recordista mundial é o também norte-americano  Aries Merritt. Alguns dos grandes nomes na história dela são Alvin Kraenzlein, que criou a técnica moderna de dar passadas sobre a barreira ao invés de simplesmente pulá-la e de dar três passos entre cada uma delas, Roger Kingdom, Allen Johnson e Renaldo Nehemiah, o primeiro homem a correr a prova em menos de 13s e que nunca pode competir em Jogos Olímpicos por causa do boicote dos Estados Unidos à Moscou 1980, época de sua primazia no esporte.

## História
A história dos 100 m com barreiras remonta à Inglaterra dos anos 1830, quando corridas na distância de 100 jardas eram disputadas sobre barreiras de madeira. Os alunos de Oxford e Cambridge desenvolveram o evento, alongando a distância para 120 jardas (109.7m). Em 1888, a distância foi novamente alongada usando o sistema métrico, para 110 metros, pelos franceses e assim se estabeleceu. Nestes primeiros tempos, as barreiras eram muito mais sólidas e duras que as atuais – bater numa delas poderia significar uma séria lesão – e a técnica para transpô-las, primitiva; os saltos eram feitos com os corredores encolhendo e juntando as pernas sob seus corpos.
Mesmo com a introdução posterior de barreiras mais leves, o atleta que tocasse em três barreiras durante a corrida era desclassificado, regra que só mudou a partir de 1935, com a introdução das barreiras em "L", que caem para frente ao toque. "Caminhar" sobre as barreiras se tornou então a técnica mais comum e com o advento conjunto das pistas de atletismo sintéticas a partir dos anos 60, os recordes começaram a cair.

## Recordes
De acordo com a Federação Internacional de Atletismo – IAAF.
| Recorde          | Tempo | Atleta        | País           | Data            | Local       |
| Recorde mundial  | 12.80 | Aries Merritt | Estados Unidos | 7 setembro 2012 | Bruxelas    |
| Recorde olímpico | 12.91 | Liu Xiang     | China          | 27 agosto 2004  | Atenas 2004 |

## Melhores marcas mundiais
As marcas abaixo são de acordo com a Federação Internacional de Atletismo – IAAF.
| Posição | Tempo | Atleta           | País           | Data            | Local     |
| ------- | ----- | ---------------- | -------------- | --------------- | --------- |
| 1       | 12.80 | Aries Merritt    | Estados Unidos | 7 setembro 2012 | Bruxelas  |
| 2       | 12.81 | Grant Holloway   | Estados Unidos | 26 junho 2021   | Eugene    |
| 3       | 12.84 | Devon Allen      | Estados Unidos | 12 junho 2022   | Nova York |
| 4       | 12.86 | Grant Holloway   | Estados Unidos | 28 junho 2024   | Eugene    |
| 5       | 12.87 | Dayron Robles    | Cuba           | 12 junho 2008   | Ostrava   |
| 5       | 12.87 | Cordell Tinch    | Estados Unidos | 3 maio 2025     | Xangai    |
| 7       | 12.88 | Liu Xiang        | China          | 11 junho 2006   | Lausanne  |
| 7       | 12.88 | Dayron Robles    | Cuba           | 18 julho 2008   | Paris     |
| 9       | 12.89 | David Oliver     | Estados Unidos | 16 julho 2010   | Paris     |
| 10      | 12.90 | Dominique Arnold | Estados Unidos | 11 julho 2006   | Lausanne  |
| 10      | 12.90 | David Oliver     | Estados Unidos | 3 julho 2010    | Eugene    |
| 10      | 12.90 | Omar McLeod      | Jamaica        | 24 junho 2017   | Kingston  |

## Melhores marcas olímpicas
As marcas abaixo são de acordo com o Comitê Olímpico Internacional – COI.
| Posição | Tempo | Atleta         | País           | Medalha | Local        |
| ------- | ----- | -------------- | -------------- | ------- | ------------ |
| 1       | 12.91 | Liu Xiang      | China          | ouro    | Atenas 2004  |
| 2       | 12.92 | Aries Merritt  | Estados Unidos | ouro    | Londres 2012 |
| 3       | 12.93 | Dayron Robles  | Cuba           | ouro    | Pequim 2008  |
| 4       | 12.94 | Aries Merritt  | Estados Unidos |         | Londres 2012 |
| 5       | 12.95 | Allen Johnson  | Estados Unidos | ouro    | Atlanta 1996 |
| 6       | 12.98 | Roger Kingdom  | Estados Unidos | ouro    | Seul 1988    |
| 6       | 12.98 | Grant Holloway | Estados Unidos |         | Paris 2024   |
| 8       | 12.99 | Grant Holloway | Estados Unidos | ouro    | Paris 2024   |
| 9       | 13.00 | Anier García   | Cuba           | ouro    | Sydney 2000  |
| 10      | 13.02 | Grant Holloway | Estados Unidos |         | Tóquio 2020  |

* A marca de Aries Merritt (12.94) foi obtida nas semifinais de Londres 2012. As marcas de Grant Holloway (12.98 e 13.02 ) foram obtidas nas semifinais de Paris 2024 e Tóquio 2020.

## Marcas da lusofonia
| País         | Marca | Atleta              | Ano  | Local          |        |
| Brasil       | 13.17 | Rafael Pereira      | 2022 | Rio de Janeiro | [ 8 ]  |
| Portugal     | 13.47 | João Almeida        | 2012 | Lisboa         | [ 9 ]  |
| Angola       | 14.11 | Jonas Mateus        | 1994 | Noisy-le-Grand | [ 10 ] |
| Guiné-Bissau | 14.73 | Edivaldo Monteiro   | 1998 | Lisboa         | :598   |
| Moçambique   | 14.77 | Abdul Ismail        | 1974 | Pretória       | :598   |
| Cabo Verde   | 15.10 | Davidson Borges (*) | 2012 | Lisboa         | [ 12 ] |

(*) - Tempo reconhecido pela Federação de Atletismo de Cabo Verde. A IAAF reconhece 13.78 de Henry Andrade em Modesto, 1996.:598